# Ákos Kecskés
Ákos Kecskés (Hódmezővásárhely, 4 gennaio 1996) è un calciatore ungherese, difensore dell'AEL Limassol.

## Biografia
Entrambi i suoi nonni hanno militato nella prima divisione ungherese negli anni '40 e '50; in particolare, il nonno materno giocava come portiere e quello paterno come attaccante.

## Caratteristiche tecniche
Da bambino giocava come centrocampista, ma successivamente ha iniziato a ricoprire anche altri ruoli, tra cui quello di terzino e di difensore centrale.

## Carriera

### Club
Fino all'età di 14 anni ha giocato nel Tisza Volán, per poi trasferirsi all'Atalanta, con cui ha giocato prima negli Allievi e successivamente nella Berretti e nella Primavera.
Il 31 agosto 2015 viene ceduto in prestito gratuito all'Ujpest, squadra della massima serie ungherese, campionato in cui gioca in totale 9 partite; gioca inoltre 5 partite in Coppa d'Ungheria. Il prestito viene poi rinnovato anche per la stagione 2016-2017, nella quale disputa altre 22 partite nella prima divisione ungherese ed una partita in Coppa d'Ungheria.
Terminato questo secondo anno di prestito in patria, viene ceduto con la medesima formula ai polacchi del Nieciecza, militanti nella prima divisione polacca; dopo aver giocato 12 partite in questo campionato, nel gennaio del 2018 viene ceduto al Korona Kielce, altra formazione della prima divisione polacca.
Il 10 luglio 2018 firma un contratto biennale con il Lugano. Il 5 giugno 2020 estende il proprio contratto col club svizzero per un'altra stagione.
Dopo non avere prolungato ulteriormente il suo contratto con i ticinesi, il 29 luglio 2021 viene acquistato dai russi del Nižnij Novgorod; successivamente gioca anche nella prima divisione rumena.
Nell'estate del 2024 si trasferisce all'AEL Limassol, club della prima divisione cipriota.

### Nazionale
Ha giocato in tutte le nazionali giovanili ungheresi dall'Under-15 all'Under-20; con l'Under-19 ha disputato una partita nelle qualificazioni agli Europei di categoria.
Il 1º giugno 2015 esordisce nei Mondiali Under-20 giocando da titolare e con la fascia da capitano nella partita vinta per 5-1 dalla sua nazionale contro i pari età della Corea del Nord; disputa sempre da titolare anche la seconda giornata della fase a gironi, conclusasi con la sconfitta per 2-1 della sua nazionale ad opera del Brasile, e la terza giornata, persa per 2-0 contro la Nigeria. Disputa infine anche gli ottavi di finale contro la Serbia, al termine dei quali l'Ungheria viene eliminata dalla manifestazione.
Il 12 agosto 2015 esordisce in Under-21 in una partita amichevole.
Il 15 novembre 2020 esordisce in nazionale maggiore, nella partita casalinga di Nations League pareggiata per 1-1 contro la Serbia; viene poi anche convocato per gli Europei del 2020 (giocati nell'estate del 2021 per via della pandemia di COVID-19), che la sua nazionale conclude con un ultimo posto nel suo girone e nei quali non scende mai in campo.

## Statistiche

### Presenze nei club
Statistiche aggiornate al 28 maggio 2017.
| Stagione        | Squadra         | Campionato      | Campionato | Campionato | Coppe nazionali | Coppe nazionali | Coppe nazionali | Coppe continentali | Coppe continentali | Coppe continentali | Altre coppe | Altre coppe | Altre coppe | Totale | Totale | Totale |
| Stagione        | Squadra         | Comp            | Pres       | Reti       | Comp            | Pres            | Reti            | Comp               | Pres               | Reti               | Comp        | Pres        | Reti        | Pres   | Reti   |        |
| --------------- | --------------- | --------------- | ---------- | ---------- | --------------- | --------------- | --------------- | ------------------ | ------------------ | ------------------ | ----------- | ----------- | ----------- | ------ | ------ | ------ |
| 2015-2016       | Újpest          | NB1             | 9          | 0          | CU              | 5               | 0               | -                  | -                  | -                  | -           | -           | -           | 14     | 0      |        |
| 2016-2017       | Újpest          | NB1             | 22         | 0          | CU              | 4               | 0               | -                  | -                  | -                  | -           | -           | -           | 26     | 0      |        |
| Totale Újpest   | Totale Újpest   | Totale Újpest   | 31         | 0          |                 | 9               | 0               |                    | -                  | -                  |             | -           | -           | 40     | 0      |        |
| Totale carriera | Totale carriera | Totale carriera | 31         | 0          | -               | 9               | 0               | -                  | -                  | -                  | -           | -           | -           | 40     | 0      |        |

### Cronologia presenze e reti in nazionale
| Cronologia completa delle presenze e delle reti in nazionale ― Ungheria | Cronologia completa delle presenze e delle reti in nazionale ― Ungheria | Cronologia completa delle presenze e delle reti in nazionale ― Ungheria | Cronologia completa delle presenze e delle reti in nazionale ― Ungheria | Cronologia completa delle presenze e delle reti in nazionale ― Ungheria | Cronologia completa delle presenze e delle reti in nazionale ― Ungheria | Cronologia completa delle presenze e delle reti in nazionale ― Ungheria | Cronologia completa delle presenze e delle reti in nazionale ― Ungheria |
| Data                                                                    | Città                                                                   | In casa                                                                 | Risultato                                                               | Ospiti                                                                  | Competizione                                                            | Reti                                                                    | Note                                                                    |
| ----------------------------------------------------------------------- | ----------------------------------------------------------------------- | ----------------------------------------------------------------------- | ----------------------------------------------------------------------- | ----------------------------------------------------------------------- | ----------------------------------------------------------------------- | ----------------------------------------------------------------------- | ----------------------------------------------------------------------- |
| 15-11-2020                                                              | Budapest                                                                | Ungheria                                                                | 1 – 1                                                                   | Serbia                                                                  | UEFA Nations League 2020-2021 - 1º turno                                | -                                                                       |                                                                         |
| 8-6-2021                                                                | Budapest                                                                | Ungheria                                                                | 0 – 0                                                                   | Irlanda                                                                 | Amichevole                                                              | -                                                                       |                                                                         |
| 2-9-2021                                                                | Budapest                                                                | Ungheria                                                                | 0 – 4                                                                   | Inghilterra                                                             | Qual. Mondiali 2022                                                     | -                                                                       |                                                                         |
| 12-10-2021                                                              | Londra                                                                  | Inghilterra                                                             | 1 – 1                                                                   | Ungheria                                                                | Qual. Mondiali 2022                                                     | -                                                                       |                                                                         |
| 24-3-2022                                                               | Budapest                                                                | Ungheria                                                                | 0 – 1                                                                   | Serbia                                                                  | Amichevole                                                              | -                                                                       | 80’                                                                     |
| 29-3-2022                                                               | Belfast                                                                 | Irlanda del Nord                                                        | 0 – 1                                                                   | Ungheria                                                                | Amichevole                                                              | -                                                                       | 82’                                                                     |
| Totale                                                                  |                                                                         | Presenze                                                                | 6                                                                       |                                                                         | Reti                                                                    | 0                                                                       |                                                                         |

## Palmarès

### Club

#### Competizioni giovanili
- Campionato Berretti: 1

Atalanta: 2012-2013